# Eriberto di Colonia
Eriberto di Colonia (Worms, 970 circa – Colonia, 16 marzo 1021) è stato un arcivescovo tedesco.
Fu cancelliere dell'imperatore Ottone III e proclamato santo dopo la morte.

## Biografia
Era nato a Worms, figlio di Hugo, conte di Worms. Fu educato alla scuola Cattedrale di Worms e nell'Abbazia benedettina di Gorze in Lorena. Tornò alla cattedrale di Worms per essere prevosto e fu ordinato sacerdote nel 994. Nello stesso anno Ottone III di Sassonia lo nominò cancelliere per l'Italia e quattro anni dopo anche per la Germania, una posizione che ricoprì fino alla morte di Ottone (1002). Eriberto accompagnò Ottone a Roma nel 996 e nel 997, ed era ancora in Italia quando fu eletto Arcivescovo di Colonia. A Benevento ricevette l'investitura e il pallio dal Papa Silvestro II il 9 luglio 999 e il giorno di Natale fu consacrato a Colonia.
Il 23 gennaio 1002 era presente al letto di morte dell'imperatore a Castel Paterno. Mentre tornava in Germania con i resti dell'imperatore e le insegne imperiali, fu tenuto prigioniero per qualche tempo dal duca di Baviera, Enrico IV, futuro imperatore Enrico II, alla cui candidatura in un primo momento Eriberto si era opposto, ma che poi servì fedelmente in seguito.
Nel 1003 Eriberto fondò l'Abbazia di Deutz sul Reno, in un punto strategico che controllava l'ingresso occidentale della città di Colonia.
Quando morì a Colonia il 16 marzo 1021, fu sepolto nella sua chiesa abbaziale .

## Culto
Eriberto era già venerato come un santo durante la sua vita; fu canonizzato da papa Gregorio VII, verso il 1074. Tra i suoi miracoli più noti è quello per cui fece terminare un periodo di siccità, e quindi viene interpellato dai fedeli per le piogge benefiche.
Le sue reliquie sono conservate nella chiesa abbaziale a Deutz in un reliquiario d'oro, che ora è conservato nella chiesa parrocchiale di Neu-St.Heribert a Köln-Deutz.
La sua memoria si celebra il 16 marzo.

### Fonti
- Lamberto di Deutz, Vita Heriberti, Miracula Heriberti, hg. von Bernhard Vogel (MGH SS rer. Germ. in usum schol. 73), Hannover 2001. ISBN 3-7752-5473-0.
- Rupert von Deutz, Vita Heriberti. Kritische Edition mit Kommentar und Untersuchungen, hg. von Peter Dinter (Veröffentlichungen des Historischen Vereins für den Niederrhein 13), Bonn 1976. ISBN 3-7928-0385-2

### Letteratura critica
- Heribert Müller, Heribert, Kanzler Ottos III und Erzbischof von Köln, Köln 1977.
- Heribert Müller, Heribert von Köln (um 970–1021), in "Rheinische Lebensbilder", VIII (1980), pp. 7–20.